# Kerkhof van Nidrum
Het Kerkhof van Nidrum is gelegen in de tot de Luikse gemeente Bütgenbach behorende plaats Nidrum.
Op dit kerkhof zijn ook een dertigtal Russische oorlogsslachtoffers begraven.

## Geschiedenis
Na de strenge winter van 1941-1942 waren veel bomen omgevallen en, bij gebrek aan arbeidskrachten, werden Russische krijgsgevangenen voor het ruimen ingezet, waartoe in 1942 een kamp bij Sourbrodt werd ingericht. Overledenen werden begraven in de steengroeve Nidrumer Heck, waar ook krijgsgevangen Sovjetmilitairen van het kamp Elsenborn begraven lagen.
In 1947 werden deze doden overgebracht naar het kerkhof van Nidrum, waar ze een rustplaats vonden. In 1996 werden de doden herbegraven op het kerkhof en werd er tevens een monument onthuld. In totaal gaat het om 30 graven. Elke zerk heeft als opschrift: UNBEKANNTER SOVJET-BÜRGER, KRIEGSGEFANGENER, KRIEG 1941-1945.